# Murder Is My Beat
Murder Is My Beat is een Amerikaanse film noir uit 1955 onder regie van Edgar G. Ulmer.

## Verhaal
Een lijk wordt gevonden, het gezicht naar beneden in een open haard. Gezicht en vingertoppen zijn verbrand, zodat identificatie onmogelijk is. Sporen leiden naar zijn minnares Eden Lane, een barzangeres. Rechercheur Ray Patrick vindt haar uiteindelijk in een berghut, maar een sneeuwstorm dwingt hem om daar samen met haar de nacht door te brengen. Hij geraakt onder haar invloed. In de trein terug naar Los Angeles op weg naar de gevangenis ziet Eden op een perron de man die werd verondersteld vermoord te zijn. Tegen beter weten in gaat Patrick akkoord om samen met haar de waarheid te achterhalen. 

## Rolverdeling
| Acteur         | Personage       |
| -------------- | --------------- |
| Paul Langton   | Ray Patrick     |
| Barbara Payton | Eden Lane       |
| Robert Shayne  | Bert Rawley     |
| Selena Royle   | Beatrice Abbott |
| Roy Gordon     | Abbott          |
| Tracey Roberts | Patsy Flint     |
| Kate MacKenna  | Mevrouw Sparrow |
| Harry Harvey   | Pompbediende    |
| Jay Adler      | Louie           |